# Фотоувеличение
„Фотоувеличение“ (на английски: Blowup) е италианско-британско-американска психологическа филмова драма от 1966 година, режисирана от Микеланджело Антониони по сценарий, стъпил на разказа на Хулио Кортасар „Лигите на дявола“ и на живота на лондонския моден фотограф Дейвид Бейли. За разлика от оригинала на Кортасар, чието действие се развива в Париж, „Фотоувеличение“ е базиран в Лондон. Филмът е заснет от кинооператора Карло ди Палма. Автор на музиката, която се превръща в хитов саундтрак, е американският пианист и композитор Хърбърт (Хърби) Хенкок. Главните роли се изпълняват от Дейвид Хемингс, Ванеса Редгрейв и Сара Майлс. Участват още известният модел Верушка фон Лендорф, която играе себе си, Джейн Бъркин, която тук дебютира в киното, както и рок групата "Ярдбърдс", една от основоположниците на британския хард рок. 
„Фотоувеличение“ разказва за един ден на фотографа Томас, който снима неизвестна жена в лондонски парк и открива в изображенията нещо неочаквано.
Това е първият от трите англоезични филма, които Антониони режисира за американското филмово студио Метро-Голдуин-Майер. Следват „Забриски пойнт“ (Zabriskie Point, 1970) и „Професия репортер“ (Professione: reporter, 1975). Продуцент на филма е Карло Понти, а изпълнителен продуцент е Петър Увалиев, който работи в британската филмова индустрия под псевдонима Pierre Rouve.
"Фотоувеличение" участва в основния конкурс на ХХ филмов фестивал в Кан през 1967 г., където журито му присъжда голямата награда "Златна палма". Получава номинации за наградата "Оскар" за най-добър режисьор и най-добър оригинален сценарий. Номиниран е и за три награди  на БАФТА.

## Сюжет
Внимание:  Текстът по-долу разкрива сюжета на произведението (или части от него)!
Томас (Дейвид Хемингс) е нихилистично циничен, отегчен от работата си моден фотограф. Сутринта той закъснява за фотосесия. След като пристига в студиото да снима модели, сред които е и Верушка, се отбива при художника Бил (Джон Касъл), който отказва да му продаде своя картина. Когато се връща в студиото си, там го чакат две момичета (Джейн Бъркин и Джулия Хилс), желаещи да бъдат снимани от него, но той отказва. След неуспешен опит да купи стока от един антикварен магазин, той се отбива в близкия парк, където заснема непозната жена (Ванеса Редгрейв) с любовника ѝ (Ронан О’Кейси). Тя се опитва безуспешно да изземе снимките от него, след което се затичва обратно, докато Томас продължава да я снима.
Когато се среща със своя агент Рон (Питър Боулс), Томас забелязва, че е следен от непознат човек. Когато се връща в студиото си, на входа го пресреща жената от парка и двамата влизат вътре. Тя се представя като Джейн и настоява да получи снимките, но Томас увърта. Жената се опитва да го съблазни и се съблича, като той я заблуждава, че ѝ дава филма със снимките, макар да ги запазва за себе си. Тя от своя страна му връчва своя телефонен номер.
След като тя си тръгва, Томас решава да прояви снимките. Докато ги разглежда, забелязва нещо необичайно на тях. След множество фотоувеличения, той забелязва мъж с пистолет. Решен, че е спасил някого от убийство, Томас звъни на агента си, но е прекъснат от пристигането на двете кандидатки за модели от по-рано. След като прави секс с двете едновременно, той се връща обратно към снимките, като вече забелязва наличието на труп в дъното на кадъра. Навън вече е вечер, но той се връща в парка и открива тялото на любовника на Джейн, но усеща, че е наблюдаван, и си тръгва.
Когато се връща в студиото си, всички негативи и снимки са откраднати с изключение на фотоувеличението на трупа, което не доказва нищо. Опитва се да набере Джейн, но даденият му номер е невалиден. Карайки из града, Томас я забелязва и я проследява до нощен клуб, където свири групата „Ярдбърдс“, обаче не успява да я открия. Последната му дестинация за вечерта е при Рон, когото Томас иска да убеди да отидат да снимат трупа. Агентът обаче е във вихъра на своя купон и кара фотографа да забрави своята цел. Когато Томас се събужда на сутринта, той се завръща в парка, но трупът вече е изчезнал. Загубил всички доказателства за убийството, той остава сам в парка с изключение на мимовете, които играят своя „тенис“.

## В ролите
| Изпълнител          | Роля                             |
| ------------------- | -------------------------------- |
| Дейвид Хемингс      | Томас                            |
| Ванеса Редгрейв     | Джейн                            |
| Сара Майлс          | Патриция                         |
| Джон Кастъл         | Бил                              |
| Джейн Бъркин        | Блондинката                      |
| Джулиън Хилс        | Брюнетката                       |
| Питър Боулс         | Рон                              |
| Верушка фон Лендорф | себе си                          |
| Джулиън Чагрин      | мим                              |
| Клод Чагрин         | мим                              |
| Цай Чин             | администраторка на Томас         |
| Сюзан Бродрик       | собственик на антикварен магазин |
| Хари Хътчинсън      | търговец                         |
| Ронан О'Кейси       | любовника на Джейн в парка       |

Освен актьорите, във филма участва и групата „Ярдбърдс“, в която по това време свирят Джими Пейдж и Джеф Бек, двама от считаните за най-велики китаристи в историята на рок музиката.

## Отзиви
Филмът печели около 20 милиона долара (около 120 сегашни), което е значим успех за бюджета му от под 2 милиона. Освен на зрителско внимание, той се радва и на критичен успех, като множество кинокритици като Роджър Ебърт, Андрю Сарис, Босли Кроутър и други изказват крайно позитивни мнения.
Според писмо на Ронан О'Кейси (любовникът на Джейн), изпратено до Ебърт, филмът всъщност е трябвало да съдържа и сцени с планирането на убийството и последствията от него, които не са били заснети заради недостатъчно средства.
„Фотоувеличение“ първоначално не е одобрен за разпространение в САЩ. Впоследствие той допринася значително за премахването на Кодекса на Хейс, цензуриращ филмовата продукция на основните киностудиа в Холивуд.

## Награди и номинации
- 1967 Филмовия фестивал в Кан – Печели „Златна палма“ за най-добър филм.
- 1967 „Оскар“ – Номинира Микеланджело Антониони за най-добър режисьор
- 1967 „Оскар“ – Номинира Микеланджело Антониони, Тонино Гуера и Едуард Бонд за най-оригинален сценарий
- 1967 БАФТА – Номинира Микеланджело Антониони за най-добър британски филм

## Влияние
- Франсис Форд Копола е вдъхновен от „Фотоувеличение“ за сюжета на своя филм „Разговорът“ от 1974 година. Вместо фотография, сюжетът в него се върти около звукозапис.[5]
- В комедията на Мел Брукс „Акрофобия“, един шофьор прави фотоувеличения с цел да открие убиеца.
- „Изстрелът“ (на английски „Blow Out“), режисиран от Брайън Де Палма с участието на Джон Траволта прави алюзии към „Фотоувеличение“.[6]
- Комедиите „Остин Пауърс“ и продължението „Остин Пауърс: Шпионинът любовник“ пародират сцената с фотосесията на Верушка.[7]
- В романтичната комедия „Гаджето на майка ми“ (2007) с участието на Пол Ръд и Мишел Пфайфър се отдава почит към момента, в който Томас възсяда Верушка по време на фотосесията.
- Видеоклипът към песента „Take Control“ от 2007 на Амери е вдъхновен от „Фотоувеличение“.